# Patricio (obispo de Málaga)
San Patricio (¿Málaga?, siglo III - Galia, 16 de marzo de 307) figura ya como obispo de Málaga en las actas del Concilio de Elvira, cerca de la ciudad de Granada, celebrado entre el año 300 y 313, y que estuvo acompañado, como consejeros, de sacerdotes malagueños de Teba, Ronda la Vieja y Alhaurín el Grande. En este Concilio se da fuerza a la presentación del cristianismo y se intensifica profundamente el número de conversiones, de manera que se llenaban los templos a rebosar y hubo que construir muchos nuevos. 
Ejerció su apostolado durante el gobierno del emperador romano Diocleciano y el tetrarca de occidente Maximiano, en cuyo tiempo los cristianos sufrieron una dura persecución religiosa, con numerosos mártires, entre los que destacan san Ciriaco y santa Paula, los patronos de Málaga, que según la leyenda popular fueron martirizados a orillas del Guadalmedina. El mismo Patricio fue objeto de esta cruel persecución de los cristianos, y tuvo que estar constantemente de acá para allá. Tuvo que expatriarse a las Galias, donde murió el 16 de marzo de 307.
El papa Gregorio XVI decretó su culto público. No hay datos de sus sucesores episcopales hasta el año 579.
Tiene dedicada una calle en Málaga, en la zona de la Victoria y una iglesia en el barrio de Huelin. 
- Datos: Q9056886